# Digerdöden i Sverige

Engelskspråkig karta över pestens utbredning i Europa (1345-1353).

Digerdöden i Sverige ägde rum 1350–1351, men är dåligt dokumenterad.  Samtida källor bekräftar dess närvaro i Sverige, och det blev länge ett etablerat faktum att en stor del av landets befolkning utplånades medan den varade. Dödsantalet är okänt. Pesten återkom till Sverige, liksom övriga Europa, flera gånger fram till dess sista utbrott 1710.

## Smittspridning och förlopp
Digerdöden nådde av allt att döma västra Sverige år 1350 från Norge, dit den i sin tur hade kommit från England året innan. Vilken roll Danmark spelade för smittans spridning i förhållande till Sverige är okänt, eftersom digerdöden i Danmark är dåligt utforskad, även om den enligt sägnen ska ha kommit dit med ett norskt skepp från England och av allt att döma ägde rum samma år som Norge (1349–1350), ett år före Sverige. Rimligen bör digerdöden därför också samtidigt ha kommit in i södra Sverige från det så svenska Skåne. I september 1350 befann sig pesten i både östra Norge, i det då norska Jämtland, i Själland i Danmark och i Skåne i juli-december, vilket gjorde att Sverige gränsande till smittade områden i både väster och norr.
Genom en sammanställning av samtida dokumentation som testamenten, själagåvor och annan indirekt dokumentation, kan framtolkas att digerdöden fanns på Gotland kanske redan i maj men definitivt i juli-november 1350; i Östergötland, Närke och Södermanland i augusti-november 1350, i Småland i augusti-december, och i Uppland och Västmanland i september-november (i Uppsala i augusti). Kungen, som kan förmodas ha flytt undan pesten till områden dit den inte nått eller redan ebbat ut, befann sig i september 1349 i Lödöse (varifrån han vid denna tid tros ha författat ett brev i vilket han varnade för att pesten var på väg från Norge), varefter han noteras ha befunnit sig i Jämtland (dit pesten ännu inte nått); därefter i juni 1350 i Bergen i Norge (där pesten ebbat ut), varifrån han sjövägen fortsatte till Stockholm i augusti; från Stockholm tycks ha samma månad ha fortsatt mot Åland (att döma av kringliggande områden så drabbade pesten Stockholm denna månad), och i december befann han sig i Reval och återvände inte till Stockholm förrän i maj 1351.
Allt sammantaget tycks tyda på att digerdöden drabbade Gotland våren 1350 - troligen sjövägen från Tyskland eller Danmark - och att den därefter bredde ut sig över östra Sverige från Småland till Uppland i sommaren 1350 (både Stockholm och Uppsala under augusti) och ebbade ut efter årsskiftet 1351.  Västra Sverige drabbades sannolikt från Norge sommaren eller hösten 1350; om Norrland drabbades är okänt, men bebyggelsetakten avstannade i Tornedalen under 1300-talet och kom inte igång igen förrän 200 år senare.

### Finland
Från Sverige kan digerdöden möjligen ha fortsatt till den östra rikshalvan Finland år 1351–1352, men det saknas information om digerdöden i Finland. Det så kallade ödegårdsprojektet har inte gett några klara svar på Finlands roll, och det finns inga samtida vittnesmål eller dokumentation som nämner dess närvaro där. Det finns visserligen samma pestlegender i Finland som i Sverige, men de kan ha inspirerats av senare pester än digerdöden. År 1352 utfärdades ett förbud för präster att lämna sina tjänster i Åbo stift, vilket möjligen kan tyda på att digerdöden då befann sig där.
Vissa forskare har föreslagit att digerdöden aldrig nådde Finland, kanske på grund av att pesten i Sverige bröt kommunikationerna mellan Sverige och Finland,  medan andra har föreslagit att den var betydligt lindrigare där på grund av Finlands redan låga befolkningsantal, som gjorde att den hade sämre utsikter att sprida sig effektivt.  Under 1352–1353 hade digerdöden i Ryssland brutit ut, där den slutligen ebbade ut och försvann, men dit kan den ha kommit enbart från Baltikum, dit den bevisligen nådde från Tysk-romerska riket, och behöver inte haft något samband med något utbrott i Finland.

## Dokumentation

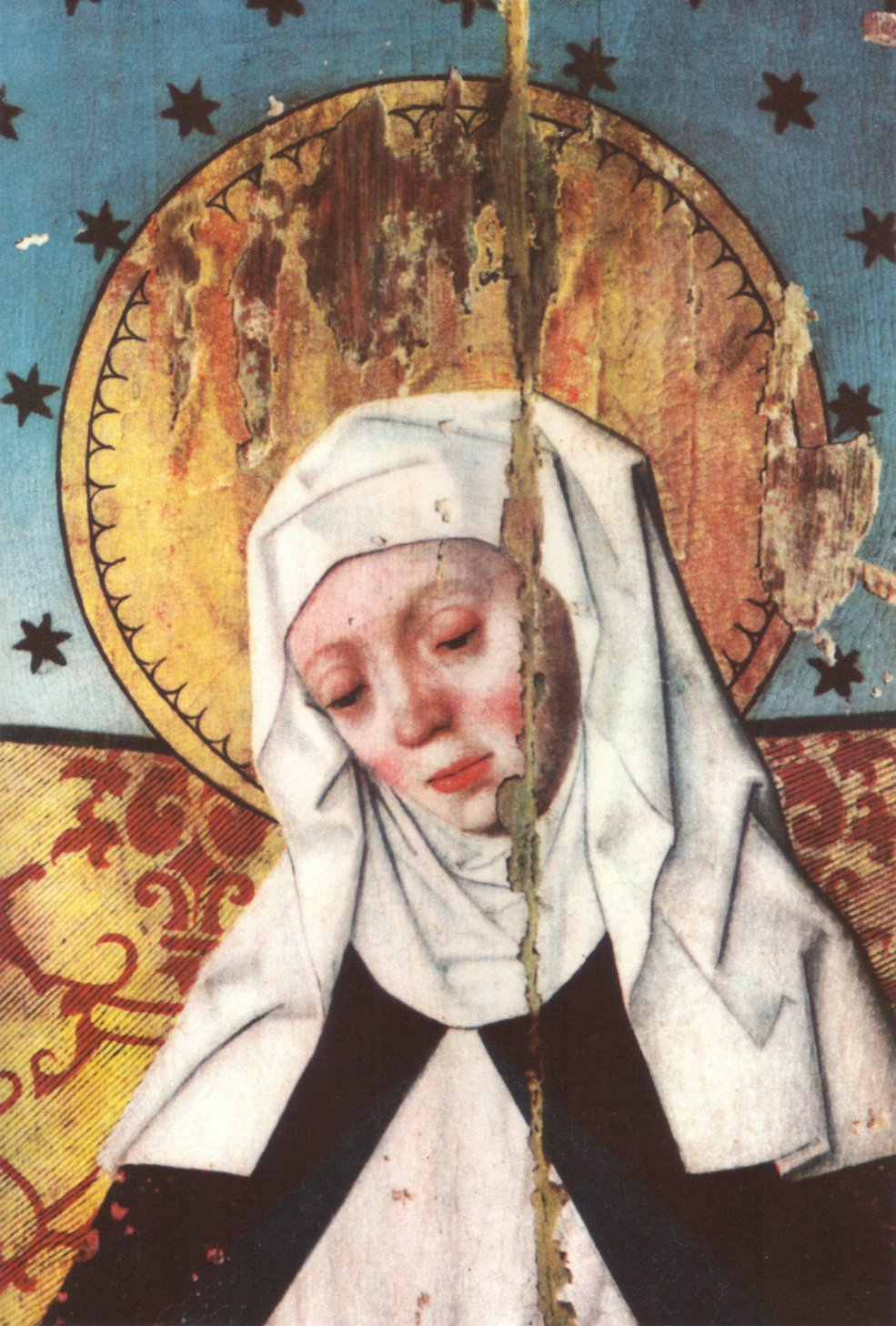
Heliga Birgitta uttalade sig om digerdöden i Sverige.

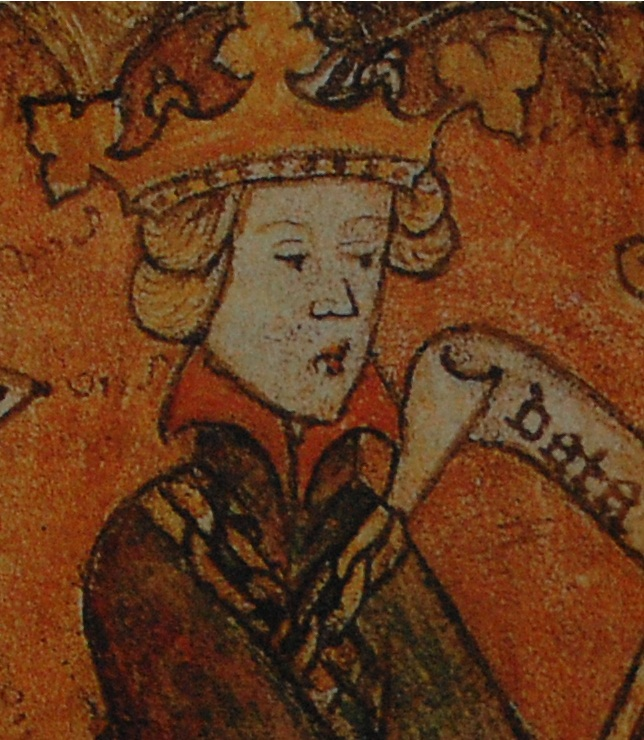
Magnus Eriksson

### Samtida
Det finns mycket liten samtida dokumentation om digerdöden i Sverige. Den medeltida skrivformen kallad annaler tillämpades i Sverige sedan 1200-talet, men de åtta svenska annaler som nämner digerdöden är alla skrivna under 1400-talet.
Det finns ett samtida brev från kung Magnus Eriksson där han uppmanar menigheten i Linköpings stift att gå i kyrkan, skänka pengar till kyrkan att dela ut bland de fattiga, och iaktta extra hård fasta om fredagarna.  Det är okänt när och var brevet skrevs, men det förmodas ha skrivits i Lödöse i september 1349 (där kungen enligt andra brev befann sig då) och brevet nämner att digerdöden härjade i Norge just då och att det fanns en fara för att den var på väg mot Sverige: 
"Vi kungöra för eder, älsklige, att Vi har förnummit tidender som förvisso är skrämmande, vilka varje kristen människa sannerligen bör rädas; ty att Gud för människans synders skull har en stor plåga allmänneligen kastat på världen, som med ond bråd död, så att mestparten av det folk som var i de länder väster om Vårt land liggande äro, äro nu av plågan döda och den står nu runt omkring hela Norge och Halland och nalkas nu hit, så att vart man spörjer däromkring, så så står den så starkt att utan att någon [föregående] sjukdom faller folk neder och dör, när de nyss var helbrägda, och dör utan vilken allas redskap och förmäle; och vart han går fram återstår ej så mycket folk att de förmår jorda dem som gått bort. Nu rädas Vi för den stora kärlek och omsorg som Vi har för eder, att för alla missgärningars skull skall samma plåga och död komma över Vår allmoge."
För att beveka Guds vrede så Gud inte lät sin straffdom (pesten) sprida sig från Norge till Sverige, påbjöd kung Magnus "allt folk i Sveriges rike, klerker och lekmän, gammalt och ungt, kvinnköns och mansköns", höra mässan och offra en penning till kyrkan efter förmåga till de fattiga, varje fredag fasta på vatten och bröd, bikta sig och underkasta sig botgöring och sedan ge ytterligare en penning till Gud och jungfru Maria till kyrkan och kungen.
I maj 1350 hade pesten uppenbarligen nått Gotland, och i juli brändes människor på bål i staden anklagade för att ha spridit pesten genom gift. I ett brev från rådet i Visby till rådet i Rostock berättades att nio ”giftblandare” hade gripits i Visby och erkänt anklagats för att ha förgiftat brunnar, sjöar och dammar på landsbygden i Sverige och i Stockholm, Västerås och Arboga och att de efter tortyr hade erkänt att "hela kristenheten" hade förgiftats av ”judarna och oss uslingar”.  Sju anges ha varit orgelbyggare och två av dem präster som anklagades för att ha förgiftat kyrkmässans handlin, som församlingsborna kysste under mässan; den ena anges ha gjort det annandag pingst (maj) 1350 i Sankt Olofs kyrka. I ett annat brev från rådet Visby till rådet i Lübeck berättades att staden hade bränt "giftblandaren" Tidericus på bål 2 juli 1350 sedan han hade erkänt sig ha spridit pestgift sedan han fått betalt av judar.  Några judar fanns inte i Sverige vid denna tid, men samtidigt pågick judeförföljeser på kontinenten, där judarna i Tysk-romerska riket utsattes för pogromer anklagade för att ha orsakat pesten genom att ha förgiftat brunnarna, ett rykte som uppenbarligen hade spridit sig till Sverige. Digerdöden behöver dock inte ha nått Gotland från Sverige, utan kan lika gärna ha kommit tid med skepp från Tyskland, som Gotland hade täta förbindelser med.
Heliga Birgitta uttalade sig offentligt om digerdöden i Sverige; dess orsaker och hur den skulle bekämpas. Hon förklarade att digerdöden var en Guds straffdom som hade sänts till Sverige av tre orsaker: högmod, omåttlighet och vinningslystnad, och att Guds vrede skulle mildras och digerdöden försvinna om innevånarna avstod från att klä sig sexuellt provokativt och dyrbart; undvek att synda; och om landets präster anordnade offentlig botgöring och böneprocessioner för allmänheten:
"För tre synders skull kom plågan över riket, nämligen för högmods, omåttlighets och vinningslystnads skull.Därför kan Gud blidkas genom tre ting så att plågans tid förkortas"
Och hon gav råden att folk skulle avstå från det utländska osedliga modet och klä sig ödmjukt; att villigt ge allmosor; och att varje präst en gång i månaden sjunger en mässa till treenigheten och leder församlingen i bikt och botgöring, samt att biskoparna ordnar likartade mässor i domkyrkorna och tvättar de fattigas fötter. Hennes förklaring av digerdödens orsaker och hur den bör bekämpas var helt i överensstämmelse med den gängse i Europa under denna tid.
Någon gång under sommaren eller hösten 1350 sände kung Magnus Eriksson ett brev till påven Clemens VI i Avignon. Detta brev resulterade i att Clemens VI i mars 1351 sände ett brev till biskoparna i Lund, Uppsala och Nidaros (Sverige och Norge befann sig då i personalunion), där han uppmanade dem att ge sina präster i uppdrag att uppmana allmänheten att låta värva sig till kungens korståg mot Ryssland i Finland. Orsaken till att kungen var i stort behov av soldater uppgavs vara att en stor del av armén hade dukat under för sjukdomen och att kungen därför hade tvingats avbryta korståget mot de rysk-ortodoxa ryssarna i Finland.
Indirekt samtida dokumentation finns som visar på digerdödens effekter. I Visbyfranciskanernas bok från Franciskanerklostret i Visby på Gotland finns kalendarium (dödböcker) bevarade på de som testamenterat gåvor till klostret, och även listor på de döda som begravts i klostret. Dessa anger i genomsnitt tio dödsfall per år tiden 1324-1349, men under år 1350 inträffar en femtonfaldig ökning av dödsfall för både munkar och stadsbor i listorna: från sju år 1349 till 153 för år 1350 (varav 111 stadsbor, 31 munkar, 3 präster och 8 landbor), och därefter upphör anteckningarna för flera år framåt.  År 1350 har också noterats som ett år då flera gravstenar (17) förekommer på Gotland än under något annat år under seklet.  Under de följande åren förekommer också ett ovanligt stort antal dispenser för prästers utomäktenskapliga söner att bli präster.

### Senare
Vadstena kloster var inte grundat vid den tid digerdöden härjade Sverige. Prästbrodern Anders Lydekesson (d. 1410) inkluderade dock 1403–1408 en beskrivning av den i Vadstenadiariet, och skrev att ingen större dödlighet hade inträffat i Sverige varken förr eller senare än vad som skedde under pesten 1350-51:
"Vid denna tid härjade en stor dödlighet i kungariket Sverige; ingen kan minnas att det funnits en större farsot än denna vare sig före eller efter." 
I hagiografin Vita Sancti Brynolphi över biskop Brynolf Algotsson av Skara från 1417 citerades en kanik som i sin tur citerade en präst som genom ryktesvägen hade hört, att bara 34 av 500 präster i Skara biskopsdöme överlevde pesten; det är en uppgift som sedan citerades av Sven Lagerbring och andra historiker under 1700- och 1800-talen, men som av moderna forskare identifierats som opålitlig.
Att digerdöden i Sverige hade förorsakat en mycket stor befolkningsminskning beskrevs som ett faktum i samtida litteratur i sekel efteråt. I Engelbrektskrönikan (som senare inlemmades i Karlskrönikan) från 1430-talet smädades kung Erik av Pommern för att han beskattade bondebefolkningen lika hårt som före digerdöden, trots att pesten hade orsakat en sådan befolkningsminskning att bara tjugo av etthundra bönder fanns kvar av de som funnits före den, och de alltså inte hade möjlighet att betala lika mycket som förr:
Konungen en penningstadga stiftade, herr Henning Köningsmark den diktade [författade]. Sedan den penningstadgan var satt, då var mången gods ödelagt, riket plågades med stora döden, där med lades godsen öde, de fattiga bönder som återstod, jämnstor stadga skulle giva, där förut hundra bönder bodde, finns nu knappast tjugo gode.
Det är dock okänt om författaren syftar på digerdöden eller pesten 1420-22, som också beskrivs som en stor och ödeläggande pest i Sverige, och det är ett problem hos många senare källor att det är okänt om den "stora död" de syftar på gäller digerdöden eller någon annan av de svåra pestpeidemier som utspelade sig efter den.  Men brevet går i linje med många jordägares önskan under de årtionden som följde efter digerdöden att bönderna skulle betala dem samma jordränta som "före stora döden", något som visade sig vara omöjligt.
Biskop Peder Månsson av Västerås beskrev i Bondakonst att en stor del av biskopsdömets gods bestod av ödegårdar på grund av den tidigare "svarta döden". Hans Brask förklarade i ett brev från 1524 att "svarta döden" hade ödelagt en stor del av riket. Olaus Petri skrev också hur digerdöden var orsaken till att det nu var ödemarker och växte skog där det en gång låg både byar och gårdar.
I Gustav Vasas manifest från 1555 förklarade han att digerdöden var ett av Guds värsta straff mot mänskligheten, och att den pest som en gång härjade riket hade utplånat två tredjedelar av dess befolkning.
Sven Lagerbring påstod i Swea rikes historia att endast en pojke och två flickor överlevde i Värmlands bergslag.

## Pestlegender

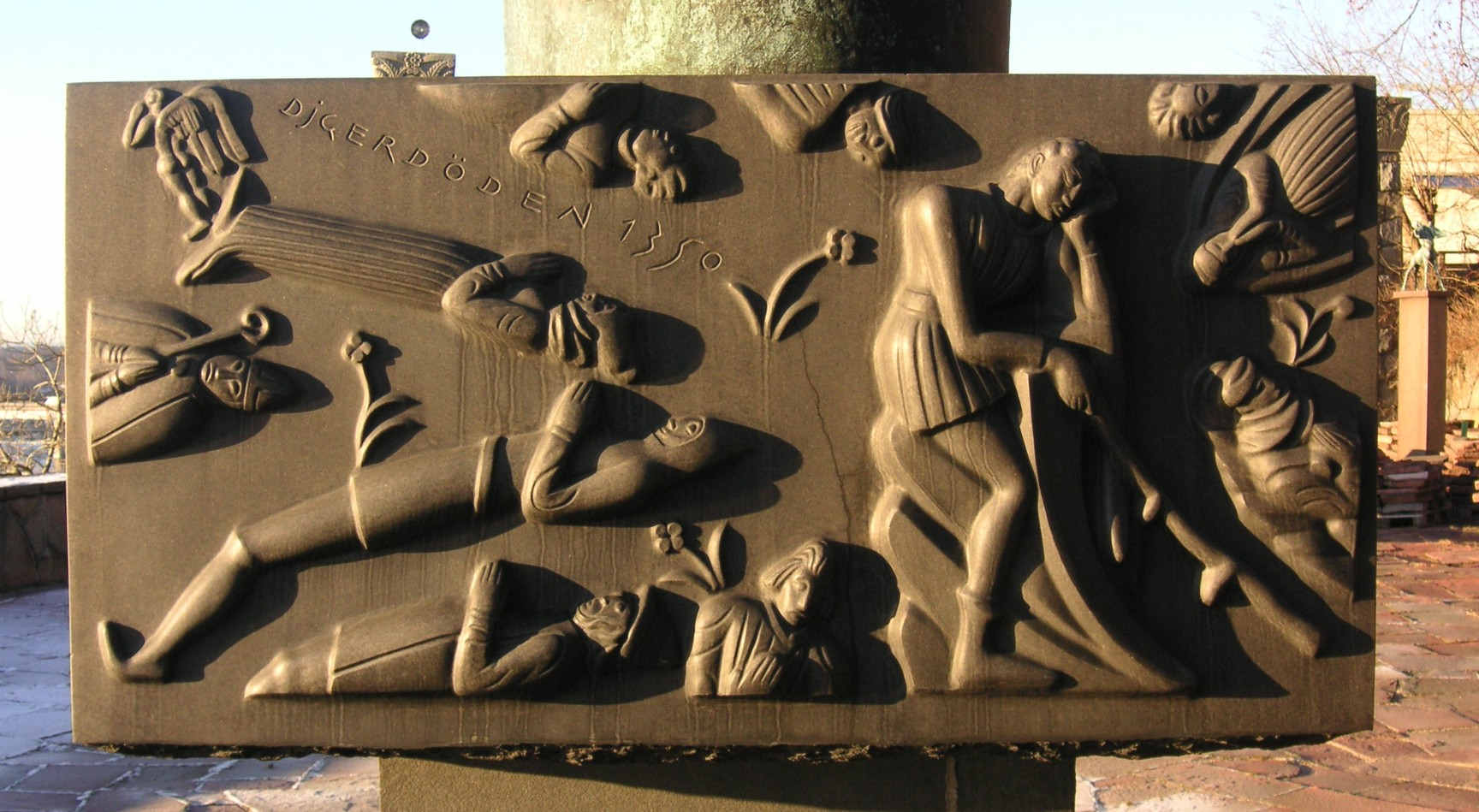
Reliefskulptur av Carl Milles föreställande digerdöden. Folkungabrunnen i Linköping.

Det finns ett stort antal folksägner om digerdöden i Sverige, något det har gemensamt med de flesta länder i Europa. De förekommer även i Finland, och är i det fallet en av få tecken på att pesten förekommit där.
Legenderna som sådana kallas pestlegender och är i sig inte trovärdiga, men de betraktas ändå som ett tecken på ett kollektivt folkminne om hur stor och utbredd digerdöden var och vilket intryck den gjorde på samtidens människor, även om de med tiden blev extremt överdrivna och i vissa fall inte kan spåras längre tillbaka än till 1600-talet.
Ett exempel på en sådan bygdehistoria om digerdöden är pestmyten om Persnäs socken på Öland, där så många uppges ha dött att de överlevande rymdes på en fyrkantig sten utanför södra kyrkdörren.
Ett vanligt motiv i de svenska pestlegenderna är hur alla människor i en socken avled förutom en man, och hur alla i grannsocknen avled utom en kvinna; hur dessa sedan fann varandra - ofta genom att ringa i kyrkklockan - och därefter gifte sig och grundade en ny bygd, vars förfäder de blev. Sådana legender fanns bland annat i Hornstäve i Vreta klosters socken, Kållerstad,  och Paradis i Ås socken i Halland, och även i Esbo i Finland.
Ett annat motiv är berättelser om hur kringvandrande föräldralösa barn vandrade mellan bygderna och tiggde, bara för att bli levande begravda av bybor som var rädda för smittan, och som sedan blev förbannade av barnen. Ett exempel är en legend från Linneryds socken i Småland: 
"Under den stora pesten dog många människor här i socknen. Hela byar dog ut. Pesten stoppades i en by som heter Grevamåla. Det tillgick så, att man grävde ner ett par levande barn i jorden. Vilkens dessa barn voro visste ingen. Deras föräldrar hade dött i pesten, och de vandrade från gård till gård och tiggde mat. Det var en gosse och en flicka. I Grevamåla gav man dem var sin smörgås och bad dem sedan gå ner i en grop, som man just hade grävt. Utan att ana någon fara och helt upptagna av sina smörgåsar gjorde barnen detta. Så snart barnen kommit i gropen, började byborna hastigt att skyffla igen gropen över dem. Pojken började gråta och sade: ’Varför kastar Ni jord på min goda smörgås?’ När barnen så blivit levande begravda hördes en röst som sade: ’Så länge jorden står skall härefter finnas en krympling i Grevamåla gård!’ Och det har alltid funnits en krympling där, försäkrar man mig."
Det finns legender om hur både vuxna, barn och djur blev begravda levande under digerdöden i både Sverige, Danmark och Tyskland. Det bedöms inte vara helt omöjligt att sådana fall faktiskt förekom under digerdöden, då levande begravning (kvick i jord) faktiskt var en laglig bestraffningsmetod som för Sveriges del användes så sent som under 1500-talet.  Så sent som under pesten 1712 förekom ett fall, när byborna i Sunnerbo i Småland försökte begrava en Kerstin Gudmundsdotter i Tuna levande.
En mer ovanlig legend är den om Walborg och Karin Jota, som anges ha fått överta en plats som nämndemän efter att digerdöden i Värmland dödat alltför många män. Hur mycket sanning som kan ligga bakom denna legend är okänt, men att kvinnor tillfälligt fick överta sysslor som annars var reserverade för män under digerdöden är bekräftat: bland annat gav påven under digerdöden tillfälligt kvinnor rätten att åhöra bikt, annars ett privilegium för manliga präster, på grund av alla döda som annars riskerade att dö utan att bikta sig sedan alltför många präster avlidit; antalet yrkesarbetande kvinnor bedöms också (om än tillfälligt) ha stigit i västvärlden, dels på grund av ett ovanligt stort antal änkor som övertog sin makes skråprivilegium, och dels för att kvinnliga arbetare fick fylla roller som annars var reserverade för män sedan så många män dött.
Långt fram i tiden identifierades husgrunder och andra lämningar efter mänskliga bostäder i vildmarken med bebyggelse som övergetts under pesten, och gamla stengrunder sågs ofta som kyrkor från byar som övergetts under digerdöden, men många av dessa härstammar i själva verket från sekel långt före digerdöden.  Andra sägner finns om gruvor som övergetts under pesten, så som en påstådd silvergruva i Lillhärdal och i Ukna i Tjust.

## Effekter
Vilka som avled under digerdöden i Sverige är obekräftat. De folkgrupper som i någon mån kan beräknas är prästerskapet och adeln. Vanliga kyrkoherdar är sämst dokumenterade, men i Västerås stift och Strängnäs stift, där dokumentationen är god, fördubblades antalet noterade nya präster från 1345–1349 till 1351–1355, medan bara en fjärdedel av kanikerna beräknas ha avlidit vid denna tid: däremot överlevde alla åtta av de biskopar som var i tjänst före digerdöden i Sverige (med Finland).  Kung Magnus halvbröder hertigarna Knut och Håkan av Halland, söner till kungamodern Ingeborg Håkansdotter och Knut Porse, avled båda unga år 1350 och bedöms ha tillhört digerdödens offer. Av de personer ur både hög- och lågfrälset som finns omnämnda under femtioårsperioden 1326–1375, noteras det sista årtalet de finns omnämnda som högre än genomsnittet under perioden 1346–1350: däremot överlevde tolv av 15 adliga medlemmar av riksrådet, och av de tre som avled var två gamla och dog möjligen av andra sjukdomar. Sammantaget tycks endast de lägre nivåerna av både prästerskapet och adeln (kyrkoherdarna och lågfrälset) ha drabbats av digerdöden i högre grad, vilket stämmer överens med klassfördelningen av dödsfall under digerdöden i England.
Även om antalet dödsfall inte kan fastställas står det klart att Sverige drabbades av en demografisk chock och en kraftig befolkningsminskning 1350–1351.  Folkmängden i Sverige skulle inte komma att återhämta sig från digerdödens verkningar förrän under 1600-talet.
Befolkningsminskningen i Sverige tycks, liksom i övriga Europa, ha bidragit till vad som har kallats 'den senmedeltida krisen' även i Sverige. Det minskande antalet arbetare ledde till minskade inkomster för eliten, som mötte de kvarvarande arbetarnas krav på högre löner med förtryck, vilket ledde till ökade sociala spänningar.
Ett sällsynt samtida dokument nämner saken kortfattat. Fru Margareta, änka efter Avid i Risnäs, som med sin son Stefan 13 juni 1353 (två år efter digerdöden) sålde sin gård i Gismesta i Vikingstads socken till Linköpings domkyrka, tvingades sälja gården för långt under dess värde, 
"...på grund av den stora dödlighet som nyss gjort sig gällande, och ödeläggelsen av många jordegendomar, som knappt kan säljas för halva värdet, då det är sällsynt och svårt att få tag på brukar till dem."
Liksom var det vanliga i övriga Europa, ledde de överlevande arbetarnas högre krav till försök av förtryck från den härskande eliten, vilket visas i nya stadgar som utfärdades i Sverige som försökte begränsa arbetarnas rättigheter till adelns förmån, så som exempelvis Skara stadga (1414) och Växjö stadga (1414). Växjö stadga förbjöd landbor i Värend att i fortsättningen lämna sin gård förrän efter en sexårsperiod, att de måste fullfölja åtta dagsverken vid adelsmannens sätesgård, en resa för godsägaren och erlägga avgift, förutom att de vanliga avgifterna till godsägarens utökades ytterligare. 
I just Sverige, där något verkligt feodalvälde aldrig riktigt kunde utvecklas, förmodas dock inte adeln ha haft de rätta förutsättningarna för att kunna upprätthålla dessa stadgor i praktiken, även om 1400-talet beskrivs som en krisårhundrade.
Fattigtiondet, som ursprungligen betalades av allmogen till de fattiga, började under slutet av 1300-talet överföras till prästerskapets personliga behov, vilket kan bero på att antalet fattiga hade sjunkit på grund av digerdöden: dels för att fattiga dött men också för att de fått tillfälle att överta gårdar som tillhört de döda och därför inte längre behövde ta emot fattigtiondet.
Pesten återkom till Sverige efter digerdöden i ytterligare större utbrott: 1359–60, 1368–69, 1413, 1421–22, 1439–40, 1455, 1464–65 och 1495, och 1451,
1472–74 och 1484 (denna var dock eventuellt ”engelska svetten” snarare än pest). Av dessa var 1359-60 och 1369-70 års pest en del av digerdödens andra och tredje all-europeiska epidemi, medan de följande var nationella epidemier. Av de nationella epidemierna beräknas 1413, 1420-22 och 1464-66 års epidemier ha varit verkligt stora och svåra.  Efter medeltiden återkom pesten 1548—49, 1565—66, 1572, 1576, 1580, 1603, 1623 (då enbart i Stockholm 20.000 människor avled), 1629—30, 1638, 1653, 1657 och senast 1710–13, innan den slutligen försvann.

## Forskning
Försök har gjorts att forska kring peterspenningen, den skatt som erlades till påven, och själagåvorna, de donationer som gavs till kyrkan av sjuka och döende människor. Peterspenningen innebär svårigheter eftersom man inte vet hur denna fördelades på olika skattskyldiga och hur effektiv insamlingen var. Dessutom uppkom av allt att döma en viss administrativ oordning efter digerdöden som gjorde det svårt att driva in peterspenningen även från de som överlevt, och många överlevande vägrade enligt uppgift betala den.
Det kan konstateras att inkomsten från peterspenningen i Sverige sjönk från 221 mark under 1340-talet till 128 mark 1351-1353, och i Uppland och Skara sjönk betalningen med 50 procent.
Själagåvorna ger intrycket av att digerdöden härjade värst i Småland, Uppland, Östergötland och Västergötland, men eftersom själagåvor mest gavs av adeln och dess främst bodde i dessa landskap, är de också ofullständiga som forskningsmetod.

### Ödegårdsprojektet
Ett omfattande försök att göra en realistisk uppskattning av antalet döda i de nordiska länderna gjordes i det nordiska ödegårdsprojektet (1981). Projektet gick ut på att kartlägga de så kallade "ödegårdarna", det vill säga tomter och marker som en gång ska ha varit gårdar, och utifrån dess antal, den tid de upphörde att vara bebodda och deras innevånare beräkna hur många som avled vid den tid digerdöden ägde rum i Norden åren 1349–1352.
Det betraktas som det kanske mest omfattande seriösa projekt om digerdöden i Norden, men resultatet innebar många svårigheter. Dokumentationen för Danmark och Finland var otillräckligt för syftet. Dokumentationen för Norge och Sverige var däremot tillräckligt för uppskattningar, men i båda fallen anses dessa av olika skäl obalanserade. För Norges del har metoder används som lett fram till maximital som bedöms vida överdriva de verkliga dödstalen. I Sveriges fall är resultat det omvända, då metoderna framkallat minimital som bedöms underskatta det verkliga dödstalet. En anledning till detta var att den norska forskningen av etablerad vana utgick från ett högt dödstal, medan den svenska forskningen av samma vana utgick från ett lågt, något som också förmodas ha påverkat forskningen mot en benägenhet att överdriva respektive underdriva resultat.
Ett exempel på problemen, för Sveriges del, är att dokumentationen ser olika ut för olika landskap. I vissa fall uppräknas exempelvis enbart de ödegårdar som gav avrad (jordränta) i dokumenten. Av Vadstena klosters 1000 landbogårdar år 1502 uppges år 148 vara ödegårdar. I Närke framgår att nyodlingen och spridandet av bebyggelse och grundandet av nya gårdar upphör omkring 1350. I samtida dokumentation uppges ibland rentav uttryckligen att vissa gårdar har legat öde sedan 'stora dödens tid', men det råder då oklarhet om vilken pest som åsyftades, eftersom fler pestvågor följde på digerdöden; man beräknar utifrån materialet att ytterligare ödeläggande pestepidemier drabbade Sverige under 1420-talet och 1460-talet.